# 라 안토르차 엔센디다
《라 안토르차 엔센디다》(스페인어: La antorcha encendida)은 1996년 방영된 멕시코의 텔레노벨라이다.